# 新地方街道乡
新地方街道乡，又称新地方街、勐冒县城、勐冒县城区，是缅甸佤邦勐冒县公明山区下辖的一个乡，同时是勐冒县治。原设新地方街道管理委员会，由勐冒县政府直接管辖。

## 命名
“勐冒”一词是掸语，意为“新地方”。新地方街道乡所在位置即传统上“勐冒”一词所指区域，为了避免与县名“勐冒”混淆，乡的中文名以意译“新地方”命名。

## 区划沿革
1996年7月，勐冒县以集贸市场落成为契机，将县政府机关迁至市场周边，并设立新地方街道管委会，由勐冒县直辖。2024年12月27日，新地方街道划归公明山区管辖，并改设为新地方街道乡。

## 行政区划
新地方街道乡下辖7个组：1组、2组、3组、4组、5组、6组、7组。